# Marian Ivan
Marian Ivan est un footballeur international roumain né le 1er juin 1969 à Bucarest. 

## Carrière
- 1988-1989 : Steaua Bucarest  Roumanie
- 1989-1991 : Progresul Brăila  Roumanie
- 1991-1991 : Aris Salonique  Grèce
- 1991-1994 : FC Brașov  Roumanie
- 1994-1996 : Dinamo Bucarest  Roumanie
- 1995-1996 : Evagoras Paphos  Chypre
- 1995-1996 : Panionios  Grèce
- 1996-1997 : Dinamo Bucarest  Roumanie
- 1996-1997 : FC Brașov  Roumanie
- 1997-1998 : Dinamo Bucarest  Roumanie
- 1997-1998 : Sportul Studențesc Bucarest  Roumanie
- 1998-2001 : FC Brașov  Roumanie
- 2001-2002 : Henan Jianye  Chine
- 2002-2003 : Bucovina Suceava  Roumanie
- 2003-2004 : FC Ghimbav  Roumanie

## Sélections
- 3 sélections et 0 but avec l'équipe de Roumanie en 1994.